# 残疾人奥林匹克运动会独立参赛者
因政权更替、国际制裁、国家残奥委会被停权等原因，部分运动员只能以独立残疾人奥林匹克参赛者身份参赛。

## 1992年夏残奥会和冬残奥会
1992年巴塞罗那夏残奥会期间，南联盟的运动员以夏季残疾人奥林匹克运动会独立参赛者名义参赛。而在此前的奥运会中，南联邦运动员碍于联合国安全理事会第757号决议的制裁措施，只能以“独立参赛者”名义参赛，但仍自称“南斯拉夫运动员”。同理，南联盟亦未获准以“南斯拉夫”名义参赛。
此次共有16名独立参赛者参赛，累计产生8枚奖牌。
| 奖牌 | 运动员                  | 届次          | 大项   | 小项               |
| ---- | ----------------------- | ------------- | ------ | ------------------ |
| 金牌 | 纳达·武克萨诺维奇       | 1992 巴塞罗那 | 田径   | 女子B2级铁饼       |
| 金牌 | 鲁日卡·阿列克索夫       | 1992 巴塞罗那 | 射击   | 混合SH1>3级气手枪  |
| 金牌 | 布拉尼米尔·约万诺夫斯基 | 1992 巴塞罗那 | 射击   | 混合SH1级气手枪    |
| 金牌 | 内纳德·克里萨诺维奇     | 1992 巴塞罗那 | 游泳   | 男子SB2级50米蛙泳  |
| 銀牌 | 纳达·武克萨诺维奇       | 1992 巴塞罗那 | 田径   | 女子B2级铅球       |
| 銀牌 | 拉多米尔·拉科尼亚克     | 1992 巴塞罗那 | 射击   | 混合SH1级气手枪    |
| 銀牌 | 内纳德·克里萨诺维奇     | 1992 巴塞罗那 | 游泳   | 男子S3-4级50米蝶泳 |
| 銅牌 | 兹拉特科·凯斯勒         | 1992 巴塞罗那 | 乒乓球 | 男单（3）          |

## 2000年夏残奥会
共有两名东帝汶籍个人运动员参与2000年夏季残疾人奥林匹克运动会。

## 2016年夏残奥会
与奥运会相同，难民队于2016年夏季帕拉林匹克運動會以独立运动员身份参赛。

## 2018年冬残奥会
因国家支持的兴奋剂丑闻，俄罗斯被國際帕拉林匹克委員會禁赛，该国参赛情况尚不明朗。
2016年以来，俄罗斯残疾人奥林匹克委员会因兴奋剂问题被停权，唯國際帕拉林匹克委員會已允许俄罗斯运动员参赛，运动员使用残奥会旗，获得金牌时奏残奥会歌。

## 2020年夏残奥会
遵循国际奥委会自2016年起采用的模式，难民代表团自2020年夏季帕拉林匹克運動會起从独立运动员分出。
仍被国际奥委会和国际残奥委会停权的俄罗斯残疾人奥林匹克委员会获准不以“独立”或“中立”身份参赛，但受国际残奥委会监督。俄罗斯运动员无法使用国旗国歌，而升特制旗帜，奏《第一钢琴协奏曲》；难民队使用残奥会旗会歌。

## 2022年冬残奥会
俄罗斯（以“俄罗斯残疾人奥林匹克委员会”名义）及白俄罗斯原定参与2022年北京冬残奥会，惟在2022年3月3日，两国以中立身份参赛的决定被推翻，并被禁赛。
鉴于兴奋剂问题，俄罗斯运动员先前被安排以俄罗斯残疾人奥林匹克委员会名义参赛。2019年12月9日，世界反兴奋剂机构裁定俄罗斯禁赛四年，因为俄罗斯政府被发现篡改了其在2019年1月作为恢复俄罗斯反兴奋剂机构资格的条件而提供给世界反兴奋剂机构的实验室数据。2021年4月26日，俄罗斯运动员获准以俄罗斯残疾人奥林匹克委员会（RPC）名义参与2020年夏残奥会及2022年冬残奥会。
因俄羅斯入侵烏克蘭违反奧林匹克休戰，俄罗斯残奥委会被禁止参与2022年冬残奥会。3月2日，國際帕拉林匹克委員會决定允许俄白两国以中立身份参与残奥会，所获奖牌不登排行榜，但仍授奖牌。惟因多国残奥委会强烈反对并威胁抵制北京冬残奥会，国际残奥委会于3日撤回原决定，俄白两国运动员被禁止参赛。
禁令下达前，预计有71名俄罗斯运动员参与全部大项，另有12名白俄罗斯运动员参赛。
2021年担任俄残奥委临时主席的帕维尔·罗日科夫担任俄罗斯代表团团长。俄罗斯代表团总共由10名高山滑雪运动员、33名冬季两项和越野滑雪运动员、6名单板滑雪运动员以及冰球和轮椅冰壶队组成。

## 2024年夏残奥会

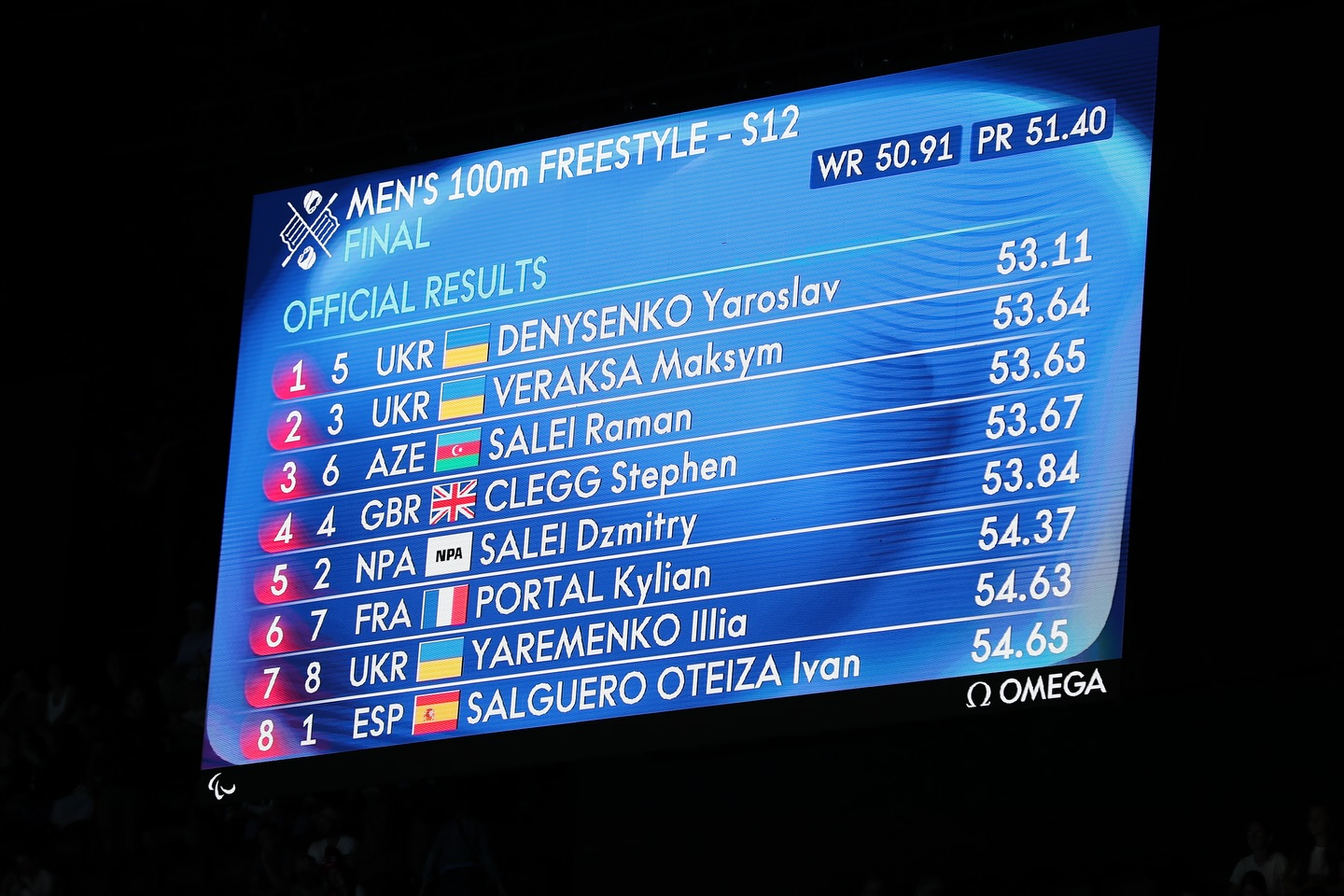
巴黎残奥会男子S12级100米自由泳比赛记分牌，图中第五名即为中立运动员

### 引用
1. ↑  . Sports Reference. （原始内容存档于2010-02-07）.
2. ↑  . FEI.org. 2019-11-26  [2025-02-07] （英语）.
3. ↑  . 2016-08-26  [2025-02-07]. （原始内容存档于2025-04-13）.
4. ↑  . 2017-02-09  [2025-01-28]. （原始内容存档于2018-02-28）.
5. ↑  "Neutral Paralympic Athletes to compete at PyeongChang 2018" （页面存档备份，存于）, 國際帕拉林匹克委員會, 29 January 2018
6. ↑  . UNHCR.   [2025-02-07]. （原始内容存档于2025-04-19） （英语）.
7. 1 2  Trent, Sana Noor Haq,Rachel. . CNN. 2021-08-24  [2025-02-07]. （原始内容存档于2024-05-01） （英语）.
8. ↑  Pavitt, Michael. . InsideTheGames.biz（英语：Inside the Games）. 2022-03-04  [2022-03-04]. （原始内容存档于2025-04-13）.
9. 1 2  . The San Francisco Diego Union. 2022-03-03  [2025-01-28]. （原始内容存档于2024-03-03）.
10. ↑  . International Paralympic Committee. 2021-04-26  [2021-05-20]. （原始内容存档于2021-05-20）.
11. ↑  MacInnes, Paul. . The Guardian. 2022-03-02  [2022-03-02].
12. ↑  Lloyd, Owen. . InsideTheGames.biz（英语：Inside the Games）. 2022-03-02  [2022-03-02]. （原始内容存档于2022-03-05）.
13. ↑  Brennan, Eliott. . InsideTheGames.biz（英语：Inside the Games）. 2022-02-28  [2022-03-02].
14. ↑  . Paralympic.org.   [2022-03-02]. （原始内容存档于2022-03-02）.
15. ↑  Lloyd, Owen. . InsideTheGames.biz（英语：Inside the Games）. 2022-03-02  [2022-03-02]. （原始内容存档于2022-03-05）.
16. ↑  Lloyd, Owen. . InsideTheGames.biz（英语：Inside the Games）. 2022-02-19  [2022-02-19]. （原始内容存档于2025-04-13）.
17. 1 2  Lloyd, Owen. . InsideTheGames.biz（英语：Inside the Games）. 2022-01-31  [2022-01-31]. （原始内容存档于2025-04-13）.
18. ↑  Sankar, Vimal. . InsideTheGames.biz（英语：Inside the Games）. 2022-02-24  [2022-02-25]. （原始内容存档于2025-04-13）.
19. ↑  . BBC Sport. 2022-03-02  [2022-03-02]. （原始内容存档于2025-02-12）.
20. ↑  Berkeley, Geoff. . InsideTheGames.biz（英语：Inside the Games）. 2021-04-01  [2022-01-31]. （原始内容存档于2025-04-13）.
21. ↑  Morgan, Liam. . InsideTheGames.biz（英语：Inside the Games）. 2021-11-30  [2021-12-13]. （原始内容存档于2024-11-30）.
22. ↑  Morgan, Liam. . InsideTheGames.biz（英语：Inside the Games）. 2021-12-01  [2021-12-13]. （原始内容存档于2025-01-19）.
23. ↑  . Paralympic.org. 2021-12-01  [2021-12-13]. （原始内容存档于2025-02-10）.